# Kaluǵerica
Kaluǵerica (en macédonien Калуѓерица) est un village du sud-est de la Macédoine du Nord, situé dans la commune de Radoviš. Le village comptait 838 habitants en 2002.

## Démographie
Lors du recensement de 2002, le village comptait :
- Macédoniens : 722
- Roms : 88
- Turcs : 26
- Serbes : 2